# Julián Usano
Usano  Martínez est un nom espagnol. Le premier nom de famille, en général paternel, est Usano ; le second, en général maternel, souvent omis, est Martínez.
Julián Usano Martínez, né le 8 juillet 1976 à Museros, est un ancien coureur cycliste espagnol, professionnel de 2002 à 2003.

## Palmarès
- 1999
  - 1re étape de la Volta del Llagostí

### Résultats sur les grands tours

#### Tour de France
1 participation
- 2003 : 142e

#### Tour d'Italie
1 participation
- 2003 : 87e